# Ashley C. Williams

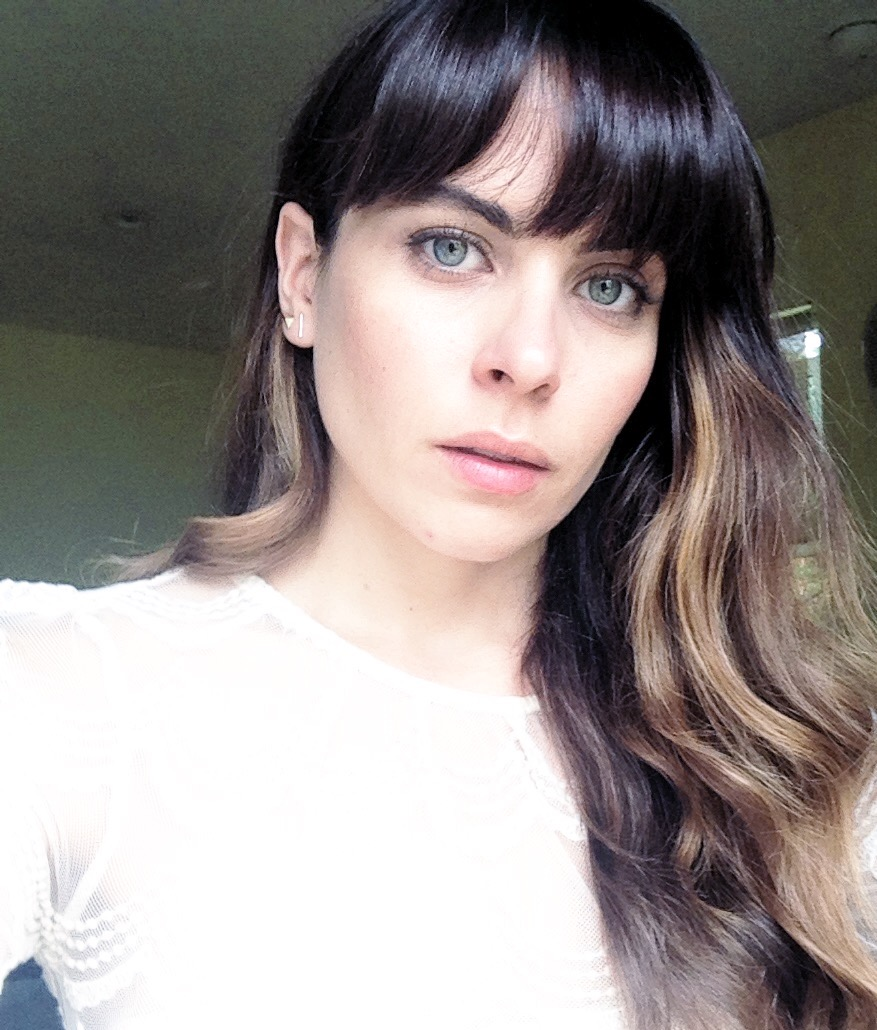
Williams em julho de 2015.

Ashley Christina Williams (24 de janeiro de 1984, Boston) é uma atriz americana, conhecida por atuar no filme The Human Centipede (First Sequence).

## Filmografia

### Cinema
| Ano  | Filme                                | Papel           |
| ---- | ------------------------------------ | --------------- |
| 2009 | The Human Centipede (First Sequence) | Lindsay         |
| 2010 | Broken Crayons                       |                 |
| 2011 | Empty                                | Piper           |
| 2013 | Leaving Circadia                     | Jackie          |
| 2013 | A Guy Named Rick                     | Candace         |
| 2014 | Julia                                | Julia           |
| 2014 | Hallows Eve                          | Ashley          |
| 2015 | Patric                               | Ms Rosen        |
| 2015 | Selene Hollow                        | Zombie Victoria |

### Televisão
| Ano  | Título        | Papel           |
| ---- | ------------- | --------------- |
| 2012 | Hells Kitty   | Lindsay         |
| 2013 | Lady Business | Yasmine         |
| 2013 | Selene Hollow | Zombie Victoria |